# Andreas Norlén
Per Olof Andreas Norlén, född 6 maj 1973 i Bromma församling i Stockholm, är en svensk jurist och politiker (moderat). Han är Sveriges riksdags talman sedan 24 september 2018. Norlén är ordinarie riksdagsledamot sedan 2006, invald för Östergötlands läns valkrets, men är som riksdagens talman ledig från uppdraget som ordinarie ledamot. Han var ordförande i konstitutionsutskottet 2014–2018.
Norlén har avlagt juris doktorsexamen i affärsjuridik vid Linköpings universitet.

## Biografi
Andreas Norlén är son till ekonomichefen Urban Norlén och tidningschefen Gunilla Persdotter Norlén.
Norlén är uppvuxen i Ödeshög och studerade på Kungshögaskolan i Mjölby, där han gick ut från gymnasieskolans samhällsvetenskapliga linje 1992. Han blev juris kandidat (juristexamen) vid Stockholms universitet 2000 och juris doktor i affärsjuridik vid Linköpings universitet 2004 på avhandlingen Oskälighet och 36 § avtalslagen.
Åren 2004–2005 var han programansvarig för de båda affärsjuridiska programmen vid Linköpings universitet.
Åren 2005–2006 arbetade han i moderns tidningsföretag som då gav ut gratistidningarna Söndags-Kuriren och Fredags-Kuriren samt den prenumererade veckotidningen Länstidningen Östergötland. Gratistidningarna såldes 2007 och verksamheten är nu koncentrerad på utgivningen av Länstidningen Östergötland samt Länstidningen Värmlandsbygden. Den sistnämnda tidningen förvärvades 2010.
Andreas Norlén är gift med Helena Norlén (född 1975) och efter 20 år i Motala sedan 2014 bosatt i Norrköping. De har en son tillsammans.

## Politisk karriär
Norlén gick med i Moderata ungdomsförbundet (MUF) 1988. Han har sedan dess haft olika uppdrag inom MUF, Moderaterna, Motala kommun och Landstinget i Östergötland. Han har tidigare bland annat varit distriktsordförande för MUF i Östergötland, andre vice ordförande för Moderaterna i Östergötland och ledamot av landstingsfullmäktige. Norlén var tidigare ledamot av kommunfullmäktige i Motala kommun och av kommunens revisionsberedning.
Norlén valdes in i riksdagen i samband med valet 2006. Som nybliven riksdagsledamot blev han ledamot i civilutskottet och suppleant i justitieutskottet. I februari 2009 blev han ordinarie ledamot i konstitutionsutskottet samtidigt som han gick från att vara ordinarie ledamot till att bli suppleant i civilutskottet. Efter valet 2010 var Norlén enbart ledamot i konstitutionsutskottet. Efter valet 2014 blev han konstitutionsutskottets ordförande och behöll uppdraget hela mandatperioden.
I civilutskottet var Norlén engagerad i bostadspolitik och infrastruktur (till exempel Ostlänken). Norlén har även engagerat sig i frågor som rör brottsbekämpning, ekonomisk politik och försvarspolitik. Efter att han blev ledamot av konstitutionsutskottet talade han främst om grundlagsfrågor.

### Riksdagens talman
Inför valet 2018 av talman i Sveriges riksdag blev Norlén den 21 september 2018 nominerad av riksdagens fyra Allianspartier (Moderaterna, Centerpartiet, Kristdemokraterna, Liberalerna) som deras gemensamma kandidat. Norlén valdes den 24 september 2018 till riksdagens talman, efter att de fyra Allianspartierna och Sverigedemokraterna röstat för honom.
Den 25 september 2018 klubbade Norlén igenom beslutet att entlediga Sveriges statsminister Stefan Löfven (dåvarande partiledare för Socialdemokraterna), efter att denne röstats bort av en majoritet i riksdagen. Omröstningen blev historisk som första gången som en statsminister röstats bort i en sådan omröstning.
Han hade en ledande roll vid regeringsbildningen efter valet 2018.
25 september 2022 nominerades Norlén på nytt till positionen som riksdagens talman av Sverigedemokraterna, Moderaterna, Kristdemokraterna och Liberalerna. Den 26 september 2022 återvaldes Norlén som riksdagens talman enhälligt med acklamation. Norlén blev således den första borgerliga talmannen att enhälligt väljas av riksdagen.

## Utmärkelser

### Svenska utmärkelser
- Konung Carl XVI Gustafs jubileumsminnestecken IV, 15 september 2023.[17]
- Fredsbaskrarna Sveriges förtjänstmedalj i silver, 29 maj 2022.[18]

### Hedersdoktorerat
- Filosofie hedersdoktor vid Linköpings universitet, 2025[19]

### Utländska utmärkelser
- Storkors av Finlands Vita Ros’ orden, 17 maj 2022.[20]
- Storkors av 1:a klassen av Förbundsrepubliken Tysklands förtjänstorden, 7 september 2021.[21]
- Storkors av Italienska republikens förtjänstorden, 14 januari 2019.[22]
- Storkors av spanska Isabella den katolskas orden, 16 november 2021.[23]
- Storkors av nederländska Oranien-Nassauorden, 11 oktober 2022.[24]
- Storofficer av franska Hederslegionen, 30 januari 2024.[25]
- Storkors av Dannebrogorden, 6 maj 2024.[26]
- Kommendör med kranschan (andra klassen) av Furst Jaroslav den vises orden, 31 mars 2025.[27]